# نابرابری نوتر
در ریاضیات نابرابری نوتر ویژگی است درباره رویه های فشرده مینیمال مختلط. این نابرابری در رده کلی تر رویه های تصویری مینیمال از گونه عمومی نیز برقرار است.

## صورت قضیه
اگر X یک رویه ناتکین تصویری مینیمال از گونه عمومی باشد که بر روی یک میدان بسته جبری تعریف شده است. اگر {\displaystyle K=c_{1}(X)} شمارنده کانونی این رویه و {\displaystyle g=h^{0}(K_{X})} جنس این رویه (برابر با بُعد فضای برداری ۲-فرمهای دیفرانسیلی روی X ) باشد. آنگاه نابرابری زیر برقرار است: {\displaystyle g\leq {\frac {1}{2}}c_{1}(X)^{2}+2}